# IC 3137
IC 3137 ist eine Spiralgalaxie vom Hubble-Typ Sc im Sternbild Virgo am Nordsternhimmel. Sie ist schätzungsweise 283 Millionen Lichtjahre von der Milchstraße entfernt.
Das Objekt wurde am 7. Mai 1904 von Royal Harwood Frost entdeckt.